# Howard Zinn
Howard Zinn (24. srpna 1922 New York – 27. ledna 2010 Santa Monica) byl americký historik, socialista, anarchista, profesor politických věd na Bostonské univerzitě v letech 1964 až 1988. Byl autorem více než dvaceti knih, např. Dějiny lidu Spojených států amerických (A People's History of the United States). Zinn se angažoval v ochraně lidských práv, svobod a protiválečného hnutí v USA – těmto tématům se věnoval i ve své tvorbě.

### Česky
- Dějiny lidu Spojených států amerických. Orig. název A People’s History of the United States. 2012. Nakladatelství Mezera. ISBN 9788087148303
- Bomba. Orig. název The Bomb.	2013. Broken Books. ISBN 9788090530904

### Anglicky
- LaGuardia in Congress (1959) OCLC 642325734.
- The Southern Mystique (1962) OCLC 423360.
- SNCC: The New Abolitionists (1964) OCLC 466264063.
- New Deal Thought (editor) (1965) OCLC 422649795.
- Vietnam: The Logic of Withdrawal (1967) OCLC 411235.
- Disobedience and Democracy: Nine Fallacies on Law and Order (1968, znovu vydáno 2002) ISBN 978-0-89608-675-3.
- The Politics of History (1970) (druhá edice 1990) ISBN 978-0-252-06122-6.
- The Pentagon Papers Senator Gravel Edition. Vol. Five. Critical Essays. Boston. Beacon Press, 1972. 341p. plus 72p. of Index to Vol. I–IV of the Papers, Noam Chomsky, Howard Zinn, editors. ISBN 978-0-8070-0522-4.
- Justice in Everyday Life: The Way It Really Works (editor) (1974) ISBN 978-0-688-00284-8.
- Justice? Eyewitness Accounts (1977) ISBN 978-0-8070-4479-7.
- A People's History of the United States: 1492 – Present (1980), revidováno (1995)(1998)(1999)(2003)(2004)(2005)(2010) ISBN 978-0-06-052837-9.
- Playbook by Maxine Klein, Lydia Sargent a Howard Zinn (1986) ISBN 978-0-89608-309-7.
- Declarations of Independence: Cross-Examining American Ideology (1991) ISBN 978-0-06-092108-8.[1]
- A People's History of the United States: The Civil War to the Present Kathy Emery and Ellen Reeves, Howard Zinn (2003 teaching edition) Vol. I: ISBN 978-1-56584-724-8. Vol II: ISBN 978-1-56584-725-5.
- Failure to Quit: Reflections of an Optimistic Historian (1993) ISBN 978-1-56751-013-3.
- You Can't Be Neutral on a Moving Train: A Personal History of Our Times (autobiografie)(1994) ISBN 978-0-8070-7127-4
- A People's History of the United States: The Wall Charts Howard Zinn a George Kirschner (1995) ISBN 978-1-56584-171-0.
- Hiroshima: Breaking the Silence (pamflet, 1995) ISBN 978-1-884519-14-7.
- The Zinn Reader: Writings on Disobedience and Democracy (1997) ISBN 978-1-888363-54-8; druhá edice (2009) ISBN 978-1-58322-870-8.
- The Cold War & the University: Toward an Intellectual History of the Postwar Years (Noam Chomsky (editor) autoři: Ira Katznelson, R. C. Lewontin, David Montgomery, Laura Nader, Richard Ohmann,[2] Ray Siever, Immanuel Wallerstein, Howard Zinn (1997) ISBN 978-1-56584-005-8.
- Marx in Soho: A Play on History (1999) ISBN 978-0-89608-593-0.
- The Future of History: Interviews With David Barsamian (1999) ISBN 978-1-56751-157-4.
- Howard Zinn on War (2000) ISBN 978-1-58322-049-8.
- Howard Zinn on History (2000) ISBN 978-1-58322-048-1.
- La Otra Historia De Los Estados Unidos (2000) ISBN 978-1-58322-054-2.
- Three Strikes: Miners, Musicians, Salesgirls, and the Fighting Spirit of Labor's Last Century (Dana Frank, Robin Kelley, and Howard Zinn) (2002) ISBN 978-0-8070-5013-2.
- Terrorism and War (2002) ISBN 978-1-58322-493-9. (rozhovory, Anthony Arnove (editor))
- The Power of Nonviolence: Writings by Advocates of Peace Editor (2002) ISBN 978-0-8070-1407-3.
- Emma: A Play in Two Acts About Emma Goldman, American Anarchist (2002) ISBN 978-0-89608-664-7.
- Artists in Times of War (2003) ISBN 978-1-58322-602-5.
- The 20th century: A People's History (2003) ISBN 978-0-06-053034-1.
- A People's History of the United States: Teaching Edition Abridged (2003 aktualizováno) ISBN 978-1-56584-826-9.
- Passionate Declarations: Essays on War and Justice (2003) ISBN 978-0-06-055767-6.
- Iraq Under Siege, The Deadly Impact of Sanctions and War, spoluautor (2003)
- Howard Zinn On Democratic Education Donaldo Macedo, editor (2004) ISBN 978-1-59451-054-0.
- The People Speak: American Voices, Some Famous, Some Little Known (2004) ISBN 978-0-06-057826-8.
- Voices of a People’s History of the United States (s autorem Anthony Arnove, 2004) ISBN 978-1-58322-647-6; druhá edice (2009) ISBN 978-1-58322-916-3.
- A People's History of the Civil War: Struggles for the Meaning of Freedom David Williams a Howard Zinn (editor) (2005) ISBN 978-1-59558-018-4.
- A Power Governments Cannot Suppress (2006) ISBN 978-0-87286-475-7.
- Original Zinn: Conversations on History and Politics (2006) Howard Zinn a David Barsamian.
- A People's History of American Empire (2008) Howard Zinn, Mike Konopacki a Paul Buhle. ISBN 978-0-8050-8744-4.
- A Young People's History of the United States, adaptován z originálního textu autorky Rebecca Stefoff; ilustrováno a aktualizováno 2006, předmluva a doslov Howard Zinn; dva svazky, Seven Stories Press, New York, 2007.
  - Vol. 1: Columbus to the Spanish–American War. ISBN 978-1-58322-759-6.
  - Vol. 2: Class Struggle to the War on Terror. ISBN 978-1-58322-760-2.
  - One-volume edition (2009) ISBN 978-1-58322-869-2.
- The Bomb (City Lights Publishers, 2010) ISBN 978-0-87286-509-9.
- The Historic Unfulfilled Promise (City Lights Publishers, 2012) ISBN 978-0-87286-555-6.
- Howard Zinn Speaks: Collected Speeches 1963-2009 (Haymarket Books, 2012) ISBN 978-1-60846-259-9.
- Truth Has a Power of Its Own: Conversations About A People’s History Howard Zinn a Ray Suarez (The New Press, 2019) ISBN 978-1-62097-517-6.